# Josef Benz
Josef Benz –conocido como Sepp Benz– (Zúrich, 20 de mayo de 1944-Zúrich, 5 de febrero de 2021) fue un deportista suizo que compitió en bobsleigh en las modalidades doble y cuádruple.
Participó en dos Juegos Olímpicos de Invierno en los años 1976 y 1980, obteniendo cuatro medallas, plata y bronce en Innsbruck 1976 y oro y plata en Lake Placid 1980. Ganó ocho medallas en el Campeonato Mundial de Bobsleigh entre los años 1975 y 1981, y dos medallas en el Campeonato Europeo de Bobsleigh, en los años 1976 y 1980.

## Palmarés internacional
| Juegos Olímpicos   | Juegos Olímpicos             | Juegos Olímpicos  | Juegos Olímpicos |
| Año                | Lugar                        | Medalla           | Prueba           |
| ------------------ | ---------------------------- | ----------------- | ---------------- |
| 1976               | Innsbruck (Austria)          | Medalla de plata  | Cuádruple        |
| 1976               | Innsbruck (Austria)          | Medalla de bronce | Doble            |
| 1980               | Lake Placid (Estados Unidos) | Medalla de oro    | Doble            |
| 1980               | Lake Placid (Estados Unidos) | Medalla de plata  | Cuádruple        |
| Campeonato Mundial |                              |                   |                  |
| Año                | Lugar                        | Medalla           | Prueba           |
| 1975               | Cervinia (Italia)            | Medalla de oro    | Cuádruple        |
| 1977               | Sankt Moritz (Suiza)         | Medalla de plata  | Cuádruple        |
| 1978               | Lake Placid (Estados Unidos) | Medalla de oro    | Doble            |
| 1978               | Lake Placid (Estados Unidos) | Medalla de plata  | Cuádruple        |
| 1979               | Königssee (RFA)              | Medalla de oro    | Doble            |
| 1979               | Königssee (RFA)              | Medalla de bronce | Cuádruple        |
| 1981               | Cortina d'Ampezzo (Italia)   | Medalla de bronce | Doble            |
| 1981               | Cortina d'Ampezzo (Italia)   | Medalla de bronce | Cuádruple        |
| Campeonato Europeo |                              |                   |                  |
| Año                | Lugar                        | Medalla           | Prueba           |
| 1976               | Sankt Moritz (Suiza)         | Medalla de bronce | Cuádruple        |
| 1980               | Sankt Moritz (Suiza)         | Medalla de oro    | Cuádruple        |